# Partido Nacional (Belice)
El Partido Nacional de Belice fue un partido político que existió entre el 21 de agosto de 1951 y el 26 de junio de 1958. El partido se formó principalmente como fuerza opositora al partido anticolonialista Popular Unido, que se había tornado en dominante dentro de la política beliceña. Conformado principalmente por beliceños de clase media y residentes británicos, su mayor victoria fue en 1954 en que obtuvo siete de nueve asientos en el Consejo Legislativo de Belice. También obtuvo algunos asientos en el Concejo Municipal de Ciudad de Belice. Su caída se da en las elecciones de 1957 en que no logra elegir a nadie. En 1958 se disuelve integrándose junto al Partido de la Independencia Hondureña en el Partido de la Independencia Nacional.

## Resultados electorales
| Año  | Votos | %     | Escaños | +/- | Posición | Gobierno           |
| ---- | ----- | ----- | ------- | --- | -------- | ------------------ |
| 1954 | 3.342 | 22,98 | 1/9     |     | 2º       | Oposición          |
| 1957 | 1.449 | 12,92 | 0/9     | 1   | 3º       | Extraparlamentario |